# Geghanush
Geghanush (in armeno Գեղանուշ) è un comune di 286 abitanti (2010) della Provincia di Syunik in Armenia.